# Canonhuset, Frösunda

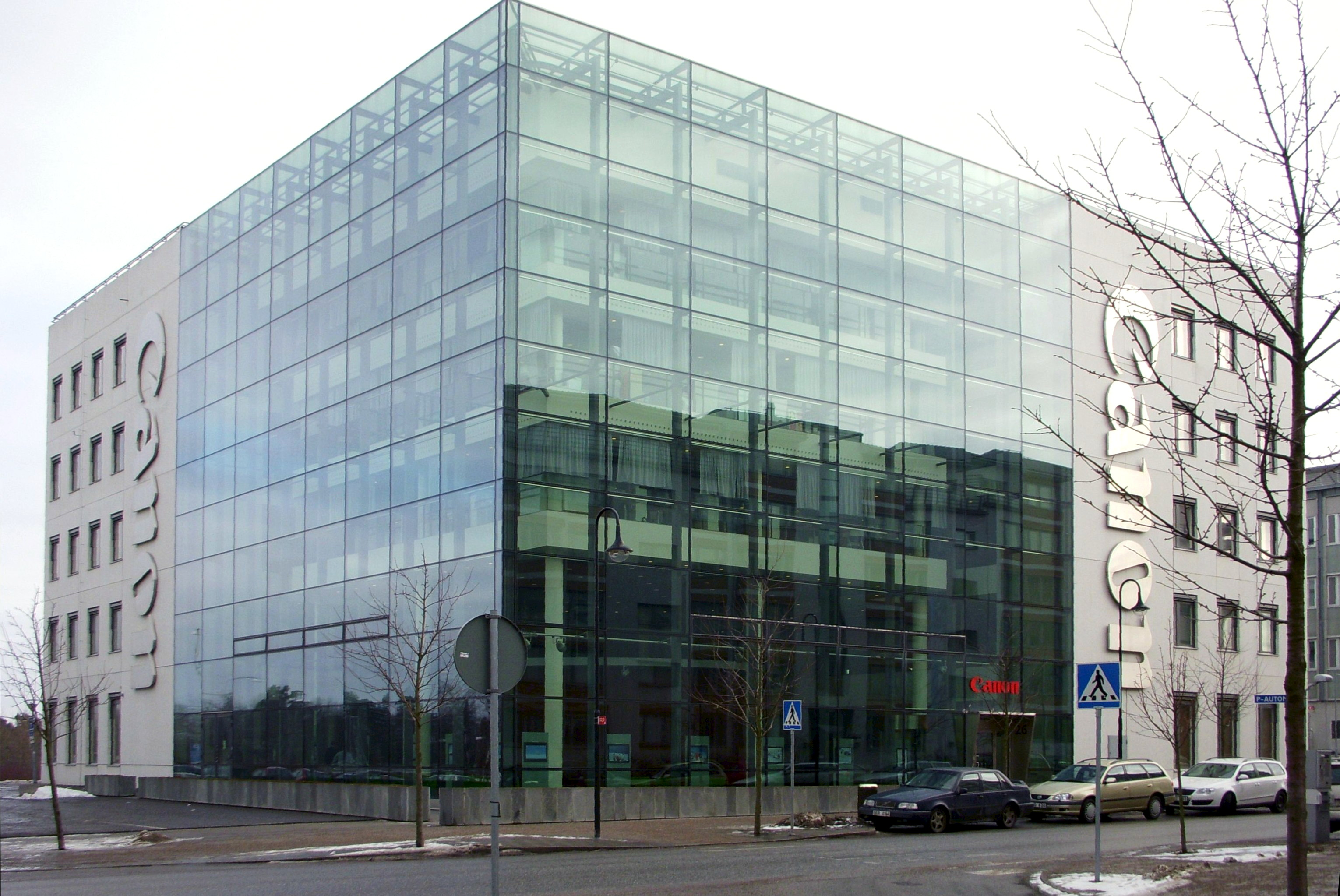
Canonhuset i Frösunda 2009

Canonhuset är ett byggnadskomplex beläget vid Gustav III:s boulevard i Frösunda i Solna.
Canon fanns kvar i fastigheten i Sätra i grannkommunen Stockholm fram till 2001, då företaget flyttade till en nybyggd kontorsfastighet i Frösunda, ett område exploaterat av NCC och ritat av Berg Arkitektkontor AB. Det fanns ett planerat hus där som passade Canon i storlek och läge, men inte i karaktär eller disposition vilket ledde till att Canon igen kallade in Tengboms arkitektkontor för att "canonifera" fastigheten på samma sätt som i kontoret i Sätra. 
Tengbom skapade en inre och yttre arkitektur till det nya huset som anknöt till Canons högteknologiska verksamhet, med kameran som den övergripande metaforen. Mot den hårt trafikerade Uppsalavägen är fasaden sluten och formgiven med kvadratiska fönster i ljusa betongelement, medan mot torget dominerar en stor uppglasning från markplan till taklist. I exteriören märks de nästan hushöga Canon-skyltarna i borstad rostfri plåt. I entréhallen har arkitekterna skapat en så kallad multipurpose-yta, det vill säga en plats för varierande ändamål, som innebär ett föränderligt utställningsrum för möten, bildvisningar, utställningar och liknande. 
Hösten 2013 flyttade Canon till nytt hus i Frösunda, Telegrafgatan 4 . I Canon-huset finns nu sedan 2015 Stoneridge.[källa behövs]